# Guatlla pintada andalusa
La guatlla pintada andalusa o guatlla andalusa (Turnix sylvaticus) és una espècie d'ocell de la família dels turnícids (Turnicidae) que habita praderies del Vell Món, al nord-oest d'Àfrica del Nord i sud de la península Ibèrica, Àfrica subsahariana a excepció de les àrees amb molts arbres o molt àrides, i en Àsia meridional, des del Pakistan cap a l'est, per l'Índia a excepció de l'extrem sud-est, fins al sud-est de la Xina, Hainan i Taiwan, i per Myanmar al Sud-est asiàtic, oest de Java, Bali i algunes de les illes Filipines.